# المؤيد مني
المؤيد علي مني مواليد 7 مايو 2001، هو لاعب كرة قدم سعودي يلعب حالياً لنادي التهامي كجناح أيسر وظهير أيسر.

## مسيرة اللاعب
بدأ في نادي اليرموك في عام 2013 و انتقل إلى شباب نادي الفيصلي في عام 2019 و انتقل إلى شباب نادي التهامي في عام 2020 و شارك في برنامج الابتعاث السعودي لكرة القدم و أعير إلى دينامو زغرب ب مطلع عام 2022 إلى نهاية الموسم. و لعب في اليونان في نادي باوك ب و بعدها لعب مع هاسك زغرب الكرواتي و عاد بعدها إلى نادي التهامي.